# Iaman
Iaman (en rus: Ямань) és un poble de l'óblast de Lípetsk, a Rússia, que el 2013 tenia 210 habitants. Pertany al districte rural de Griazi.